# Matthias Beckers
Matthias Beckers (* 1900 in Mönchengladbach; † 8. Februar 1985 in Düsseldorf) war ein römisch-katholischer Pfarrer und Friedensaktivist.

## Leben
Nach seiner theologischen Ausbildung wurde Beckers zunächst Kaplan in der Pfarrei St. Bruno, am 20. Februar 1934 dann Rektor des nunmehrigen, von St. Bruno abhängigen Rektorates Golzheimer Heide in Düsseldorf-Stockum. Diese wurde schließlich 1940 zur selbstständigen Rektoratspfarre Heilige Familie.
Für seine öffentliche Parteinahme für die in seiner Pfarrei lebenden ausgegrenzten Menschen erteilten ihm die Nationalsozialisten Predigt- und Aufenthaltsverbot. 1940 wurde er von der Gestapo gefangen genommen, ausgewiesen und verbannt.

„Christen!, rief er, und das Wort traf wie ein Peitschenhieb, und noch einmal: Christen! Wenn der Herr über Leben und Tod euch am Jüngsten Tag fragen wird: wo sind eure Brüder, die Zigeuner vom Heinefeld? Dann werdet ihr ihm keine Antwort geben können. Aber der Herr wird weiter bohrend fragen: wo sind die Zigeuner geblieben? Dann werdet ihr stottern und verlegen etwas von SS und dem Führer Adolf Hitler reden, der das alles befohlen habe. Dann werdet ihr alle vor Scham das Haupt senken und antworten müssen: ‚Herr, wir waren Mitläufer und Duckmäuser in einem Rudel Wölfe...‘“

Der nach dem Kriegsende zurückgekehrte Beckers wurde am 12. August 1945 wieder feierlich zum Rektoratspfarrer seiner Kirche auf dem Heinefeld eingeführt und mit der Erhebung zur kanonischen Pfarrei 1951 zum ersten Pastor der Gemeinde. Er blieb dies bis 1975 und wohnte auch im Ruhestand in der Pfarrei. Am 31. Dezember 1975 ging Pastor Beckers in den Ruhestand.

## Engagement in der Friedensbewegung
Gemeinsam mit dem 1947 aus dem Exil nach Deutschland zurückgekehrten Pater Franziskus Maria Stratmann ließ er in Düsseldorf den Friedensbund Deutscher Katholiken wieder aufleben, den Stratmann noch im Exil mit Rudolf Gunst und Felix Hinz wiedergegründet hatte.
Beckers charakterisierte den Unterschied zur neu entstandenen Pax-Christi-Bewegung so:

„In Düsseldorf (haben wir zugleich) eine Pax-Christi-Bewegung aufgezogen, die im Unterschied zum Friedensbund Deutscher Katholiken den Frieden vom Herrgott erbitten will. Pater Manfred Hörhammer hat gesagt: ‚Die Pax-Christi-Bewegung ist die betende und der Friedensbund die schaffende Arbeit', also diejenige, die nicht nur für den Frieden beten, sondern in den politischen Raum vorstoßen will, der die Menschen belehren, aufklären will usw.“

Von 1948 bis 1950 gab Beckers gemeinsam mit Christa Thomas die Monatsschrift Friedensbriefe als Organ des Friedensbundes heraus, um die Bevölkerung mit den Anliegen des Friedensbundes vertraut zu machen.
Ende 1950 unterstützte Pfarrer Beckers gemeinsam mit Christa Thomas und Wilhelm Elfes und Katharina von Kardorff-Oheimb den Vorschlag des DDR-Ministerpräsidenten Otto Grotewohl an Bundeskanzler Konrad Adenauer, Verhandlungen über die Bildung eines Gesamtdeutschen Konstituierenden Rates aufzunehmen. Auf eine Nachfrage des Erzbischöflichen Generalvikariates Köln vom 26. Januar 1951 legte er brieflich seinen Standpunkt als FDK-Mitglied dar:

„Es stimmt, daß ich einen Appell in der Angelegenheit des Grotewohl-Briefes mitunterzeichnet habe. Dies geschah wohlüberlegt und war wie ein inneres Müssen aus meiner religiösen Haltung heraus, nicht um mich in eine hochpolitische Angelegenheit hineinzumischen ... Das Anliegen des Friedens ist für mich ein religiöses. In seinen Auswirkungen wird es aber nicht möglich sein, es auf den rein religiösen Raum zu beschränken ... Weil ich für den Frieden bin, nicht nur theoretisch, sondern auch praktisch an der Verwirklichung mitzuarbeiten mich im Gewissen für verpflichtet halte, darum bin ich auch für den Frieden mit den deutschen Brüdern jenseits des eisernen Vorhangs und gegen einen Krieg, in dem Deutsche gegen Deutsche stehen .Daher habe ich geglaubt, mithelfen zu müssen, daß alles, auch Schweres, versucht werden muß, um mit dem Bruder in ein Gespräch zu kommen und alle Möglichkeiten auszuschöpfen, die dem Frieden dienen sollen ... Im Uebrigen bin ich der Meinung, daß ein Eintreten für eine Verständigung mit den Deutschen im Osten genau so politisch zu bewerten ist wie etwa eine Wahl, wobei an ja wohl aus christlicher Verantwortung in den politischen aum stößt und das politische Geschehen beeinflussen will.“

Der Friedensbund nahm auch als eine der ersten christlichen Gruppen gegen Pläne zur deutschen Wiederbewaffnung Westdeutschlands Stellung. Daraufhin wurde er von den deutschen katholischen Bischöfen ebenso wie der damaligen Bundesregierung unter Konrad Adenauer heftig öffentlich angegriffen. Unter diesem Druck löste er sich 1951 auf. Sein Engagement für den Friedensbund führte Beckers zu seinem Ruf als „Friedenspastor“.
Gemeinsam mit Christa Thomas, Joseph Emonds und Nikolaus Ehlen initiierte er den „Aufruf zur Ächtung der Atombombe aufgrund der Osterbotschaft Papst Pius XII. im Jahre 1954“.

## Nachwirken
Auf dem Heinefeldplatz ist die Erinnerungsstätte für Pfarrer Beckers zu finden. Die Plakette der Gedenkstätte erinnert an das Eintreten von und die praktische Hilfe durch Beckers für die dort lebenden ausgegrenzten Menschen, zu denen u. a. viele Sinti gehörten. Aufgrund seines sozial-caritativen Einsatzes gilt Beckers vielen auch als „Pfarrer der Armen“.